# Albon-d'Ardèche

Albon-d'Ardèche este o comună în departamentul Ardèche din sud-estul Franței. În 1 ianuarie 2022 avea o populație de 158 de locuitori.